# Torneo de Halle 2011
El Gerry Weber Open 2011 es un torneo de tenis del ATP Tour 2011. El torneo tendrá lugar en el Gerry Weber Stadion en Halle, Westfalia, Alemania, desde el 4 de junio hasta el 12 de junio, de 2011. El torneo es un evento correspondiente al ATP World Tour 250. 

## Campeones

### Individual
Philipp Kohlschreiber vence a  Philipp Petzschner por 7-6(5), 2-0 y retiro.

### Dobles
Rohan Bopanna /  Aisam-Ul-Haq Qureshi vencen a  Milos Raonic /  Robin Haase por 7-6(8), 3-6 y [11-9].